# Zadonsky (huyện)
Huyện Zadonsky (tiếng Nga: ? райо́н) là một huyện hành chính tự quản (raion), của Tỉnh Lipetsk, Nga. Huyện có diện tích 1522 km², dân số thời điểm ngày 1 tháng 1 năm 2000 là 36900 người. Trung tâm của huyện đóng ở Zadonsk.